# Студинець
Студине́ць — село Івано-Франківського району Івано-Франківської області. Входить до складу Тисменицької міської громади.

## Населення

### Мова
Розподіл населення за рідною мовою за даними перепису 2001 року:
| Мова       | Кількість | Відсоток |
| ---------- | --------- | -------- |
| українська | 341       | 99.42%   |
| російська  | 1         | 0.29%    |
| білоруська | 1         | 0.29%    |
| Усього     | 343       | 100%     |